# Ludwig Wamser
Ludwig Wamser (* 8. Januar 1945 in Tauberbischofsheim) ist ein deutscher Prähistorischer Archäologe und leitete von 1995 bis Januar 2010 die Archäologische Staatssammlung in München.

## Biografie
Nach seinem Abitur 1965 am Matthias-Grünewald-Gymnasium in Tauberbischofsheim studierte Wamser Vor- und Frühgeschichte, Anthropologie und provinzialrömische Archäologie an der Universität Freiburg und der Universität Tübingen. 1972 wurde er in Freiburg mit der Dissertation Mauenheim und Bargen. Zwei Grabhügelfelder der Hallstatt- und Frühlatènezeit aus dem nördlichen Hegau promoviert.
Ab 1972 arbeitete er als wissenschaftlicher Assistent am Lehrstuhl für Ur- und Frühgeschichte der Universität Bochum. Von 1974 bis 1977 war er Leiter der archäologischen Außenstelle Nürnberg des Bayerischen Landesamtes für Denkmalpflege. Danach leitete er bis 1995 die archäologische Außenstelle Würzburg desselben Landesamtes. Gleichzeitig hatte er von 1978 bis 1995 einen Lehrauftrag an der Universität Würzburg. 1986 wurde Wamser zum Hauptkonservator ernannt und 1994 zum Honorarprofessor an der Universität Würzburg.
1995 wurde ihm als Nachfolger von Hermann Dannheimer die Leitung der Prähistorischen Staatssammlung in München übertragen, die auf seinen Wunsch hin im Mai 2000 in Archäologische Staatssammlung umbenannt wurde. 1996 erhielt Ludwig Wamser eine Honorarprofessur an der Universität München. Ende Januar 2010 trat er in den Ruhestand.
Ludwig Wamser ist Mitglied des Deutschen Archäologischen Instituts.
Seit dem Auszug des Staatsintendanten August Everding 1993 aus der Burg Grünwald lebt dort der Archäologe mit seiner Frau, der Historikerin Ute Wamser.

## Schriften (Auswahl)
- Wagengräber der Hallstattzeit in Franken. In: Frankenland. Zeitschrift für Fränkische Landeskunde und Kulturpflege. Neue Folge, Band 33, 1981, S. 225–260.
- mit Dagmar Rosenstock: Ausgrabungen und Funde in Unterfranken 1980–1982. In: Bayerisches Landesamt für Denkmalpflege, Abteilung für Vor- und Frühgeschichte: Ausgrabungen und Funde in Unterfranken. Bayerisches Landesamt Habelt, Neue Folge 34, Würzburg/Bonn 1982, S. 301–380 (Digitalisat).
- Biriciana. Weissenburg zur Römerzeit. Kastell – Thermen – Römermuseum (= Führer zu archäologischen Denkmälern in Bayern. Franken. Band 1). Konrad Theiss, Stuttgart 1984, ISBN 3-8062-0323-7. 2. Auflage, ebenda 1986.
- mit Hans-Peter Trenschel: Würzburger Porzellan. Schätze keramischer Kunst aus fränkischen Sammlungen. Zur Sonderausstellung des Mainfränkischen Museums Würzburg 11. Oktober–14. Dezember 1986. Museum für Franken – Mainfränkisches Museum, Würzburg 1986, ISBN 3-932461-03-7.
- mit Martin Pietsch und Dieter Timpe: Das augusteische Truppenlager Marktbreit. Bisherige archäologische Befunde und historische Erwägungen. In: Bericht der Römisch-Germanischen Kommission. Band 72, 1991, S. 263–324.
- Zur Vor- und Frühgeschichte der Gemarkung Rottendorf. In: Angelika Treiber (Hrsg.): Rottendorf. Zur Geschichte einer unterfränkischen Gemeinde. 1991.
- mit Jürgen Lennssen: 1250 Jahre Bistum Würzburg. Echter, Würzburg 1992.
- Mauenheim und Bargen. Zwei Grabhügelfelder der Hallstatt- und Frühlatènezeit aus dem nördlichen Hegau (= Forschungen und Berichte zur Archäologie in Baden-Württemberg. Band 2). Dr. Ludwig Reichert, Wiesbaden 2016, ISBN 978-3-95490-216-3 (online).